# Капитан Марвел 2 (саундтрек)
«Капита́н Ма́рвел 2» (саундтрек) — саундтрек к фильму «Капитан Марвел 2» (2023) от компании Marvel Studios. Партитуру написала американский композитор Лоры Карпман. 8 ноября 2023 года студия Marvel Music выпустила цифровую версию альбома.

## Разработка
В январе 2022 года Лора Карпман, ранее работавшая над музыкальным сопровождением первого сезона сериала «Что, если…?» (2021) и сериала «Мисс Марвел» (2022), была назначена композитором фильма. Композиция «The Marvels Suite» была исполнена Филадельфийским оркестром 3 июня 2023 года. Она представляет собой сжатую версию музыки, над которой Карпман работала до написания партитуры. Карпман объяснила, что она хотела, чтобы в саундтреке имелись «определенные виды скачков», символизирующие полет Кэрол Дэнверс, и в то же время в нём присутствовали «сила», «драйв» и «игра», представляющие Дэнверс, Монику Рамбо и Камалу Хан в качестве трио. Для темы Камалы Карпман решила пригласить «фантастических» музыкантов из Пакистана и Индии, чтобы они вместе с ней создали тему, которая бы отражала наследие Камалы, создавая невероятные звуки, которые «дополняют, смешивают и взрывают» традиционного супергероя Marvel, считая, что такой персонаж, как Камала, не должен быть отторгаемым и что её тема «взрослого супергероя» связана с её подростковым возрастом, учитывая, что её происхождение имеет большое значение для её шоу. Она также рассказала о том, каким может быть звук в космосе для сцен космических приключений. Премьера основной музыкальной композиции «Higher. Further. Faster. Together.» состоялась 9 сентября 2023 года на променадном концерте Би-би-си.

## Трек-лист
Вся музыка написана Лорой Карпман.
| №                   | Название                             | Длительность |
| ------------------- | ------------------------------------ | ------------ |
| 1.                  | «Higher. Further. Faster. Together.» | 3:51         |
| 2.                  | «Dar-Benn»                           | 3:01         |
| 3.                  | «Tear in Spacetime»                  | 1:32         |
| 4.                  | «Surge»                              | 2:19         |
| 5.                  | «Stop Spinning»                      | 1:21         |
| 6.                  | «Arrival on Tarnax»                  | 1:32         |
| 7.                  | «Peace Negotiations»                 | 2:42         |
| 8.                  | «Entangled»                          | 1:48         |
| 9.                  | «Reunion»                            | 1:40         |
| 10.                 | «Free Fall»                          | 1:45         |
| 11.                 | «Evacuation»                         | 7:31         |
| 12.                 | «Connected»                          | 2:09         |
| 13.                 | «Hala»                               | 2:06         |
| 14.                 | «Arrival on Aladna»                  | 1:30         |
| 15.                 | «Voices of Aladna»                   | 6:37         |
| 16.                 | «War Preparations»                   | 1:13         |
| 17.                 | «Forces Arrive»                      | 3:48         |
| 18.                 | «Power»                              | 3:05         |
| 19.                 | «O Captain! My Captain!»             | 2:33         |
| 20.                 | «Chosen Family»                      | 1:51         |
| 21.                 | «On Fire»                            | 2:50         |
| 22.                 | «Final Fight»                        | 1:06         |
| 23.                 | «Dar-Benn's Destiny»                 | 2:47         |
| 24.                 | «Greater Purpose»                    | 5:29         |
| 25.                 | «Restoration»                        | 2:20         |
| 26.                 | «Captain Rambeau»                    | 2:08         |
| 27.                 | «Home»                               | 2:20         |
| 28.                 | «The Marvels»                        | 2:47         |
| Общая длительность: | Общая длительность:                  | 1:15:00      |

## Дополнительная музыка
В фильме также звучат музыкальные темы Джона Оттмана из его партитур к фильмам «Люди Икс 2» (2003) и «Люди Икс: Дни минувшего будущего» (2014) от компании 20th Century Fox.